# Segona República del Turquestan Oriental
La República del Turquestan Oriental (RTO) va ser un estat satèl·lit de curta durada al nord-oest de Turquestan Oriental, entre el 15 de novembre de 1944 i el 22 de desembre de 1949. Per tal de diferenciar-la amb la Primera República del Turquestan Oriental (1933–1934), sovint es descriu com la Segona República del Turquestan Oriental, encara que l'adjectiu mai fou una part oficial del seu nom.
Va començar amb la rebel·lió d'Ili, en tres districtes: Ili, Tarbaghatai i Altai, a la província de Xinjiang, que formava part de la República de la Xina. Inicialment, va obtenir el suport per part de l'URSS. Durant 1946, l'RTO va participar en el govern de coalició provincial de Xinjiang, tot mantenint la seva independència. El febrer de 1947, els oficials de l'RTO es van retirar de la coalició i van tornar a afirmar la seva independència, argumentant que tot Xinjiang havia de ser alliberat del domini xinès. La resta de Xinjiang estava sota control del Guomindang.
A finals de 1949, la majoria dels seus líders i funcionaris importants van morir a la Unió Soviètica, mentre viatjaven per assistir a converses a Pequín. Abans de finals de 1950, l'Exèrcit d'Alliberament del Poble Xinès havia capturat la major part de l'àrea de l'RTO, que va deixar d'existir. Tota la regió va passar a formar part de la Regió Autònoma Uigur de Xinjiang, a la República Popular de la Xina (RPX). La major part de l'àrea controlada per l'RTO va caure posteriorment sota la jurisdicció de la prefectura autònoma d'Ili Kazakh.